# Geffosses
Geffosses è un comune francese di 430 abitanti situato nel dipartimento della Manica nella regione della Normandia.
Fa parte del cantone di Lessay nella circoscrizione (arrondissement) di Coutances.

## Società

### Evoluzione demografica
Abitanti censiti